# Babenkowe (obwód charkowski)
Babenkowe (ukr. Бабенкове) – wieś na Ukrainie, w obwodzie charkowskim, w rejonie iziumskim, w hromadzie Izium. W 2001 liczyła 429 mieszkańców, spośród których 399 wskazało jako ojczysty język ukraiński, 28 rosyjski, 1 mołdawski, a 1 inny.